# Rasmus Elm
Rasmus Cristoffer Elm (Kalmar, Suecia; 17 de marzo de 1988) es un exfutbolista sueco que jugaba como centrocampista.
Rasmus comenzó su carrera en el Kalmar FF de Suecia en 2005 y desde sus inicios se mostró como la mayor proyección sueca de los últimos años tras la aparición de Zlatan Ibrahimović. Luego, en 2008, logró consagrarse campeón del torneo Allsvenskan dándole así su primer y hasta ahora único título al equipo de su ciudad, Kalmar. En 2009 emigró al AZ Alkmaar de la liga Eredivisie de Países Bajos. En 2012 fue adquirido por el CSKA Moscú donde consiguió varios títulos a lo largo de 3 años. A principios de 2015, y a partir de un problema estomacal que lo alejó de los campos profesionales por varios meses y luego de rescindir su contrario con el club ruso, regresó al Kalmar FF, siendo su último equipo tras retirarse en marzo de 2020 a los 31 años de edad debido a los constantes problemas físicos que sufría.
Sus dos hermanos, Viktor y David Elm, también se encuentran jugando en el Kalmar FF de la Allsvenskan sueca.

## Trayectoria

### Carrera Juvenil y primera etapa en el Kalmar FF
En su infancia, Elm jugó para el Johansfors IF y el Emmaboda es decir, antes de firmar en enero de 2005 con el Kalmar FF. En los cuatro años y medio con el club Allsvenskan, Elm jugó 96 partidos y marcó 18 goles, logrando tres títulos: Copa de Suecia: 2007; Allsvenskan: 2008 y Supercopa de Suecia: 2009.

### AZ Alkmaar
El 27 de agosto de 2009, Elm firmó un contrato de 4 años con el AZ Alkmaar. Hizo su debut el 12 de septiembre de 2009, en la derrota por 2-1 contra el ADO Den Haag. El exentrenador de la selección nacional de Suecia, Lars Lagerbäck, dijo que Elm era el mayor talento de Suecia que se había producido desde Zlatan Ibrahimović. Aunque sufriendo de lesiones y enfermedades durante sus primeras 2 temporadas, Elm ha encontrado realmente la forma en la temporada 2011-12. El jugador ha recibido varios de los premios del partido, así como los elogios de la prensa y los aficionados. Ha sido elogiado con su pase de la muerte y tiros libres, así como su goleador. Además, con este equipo, marcó un gol olímpico ante el De Graafschap, también de la Eredivisie, y gracias a ese gol, su equipo ganó por 2-0

### CSKA Moscú
El 30 de julio de 2012, Elm firmó un contrato de tres años con el ruso equipo de la Premier League CSKA Moscú y se le dio el número de la camiseta 20. El 21 de octubre de 2012 marcó su primer gol con su nuevo club en la victoria 2-0 ante el Rubin Kazan. En los dos años en los cuales Elm formó parte del equipo estelar del CSKA Moscú, el equipo se coronó campeón dos veces de forma consecutiva de la Liga Premier de Rusia (Temporadas 2012/13 y 2013-14), una Copa de Rusia (2012-13) y dos Supercopa de Rusia (2013, 2014). El 3 de enero de 2015, Elm rescinde su contrato con el CSKA por mutuo consentimiento, con el fin de recuperarse de una enfermedad estomacal a largo plazo que le había dejado incapaz de entrenar con el club.

### Kalmar FF (segunda etapa)
Agobiado por esa lesión estomacal El Ángel de Kalmar tuvo que pasar por un largo proceso de recuperación que lo marginó del verde césped por un largo tiempo.
Luego de más de 6 meses de rehabilitación, Elm volvió a disputar un partido en el Guldfågeln Arena el 18 de julio de 2015, en el triunfo del Kalmar FF sobre el Falkenbergs FF por 4 a 0 correspondiente a la 16.ª fecha del Allsvenskan 2015, ingresando a los 30 minutos del segundo tiempo. En lo que restó de temporada alternó partidos desde el inicio y algunos proviniendo desde el banco de suplentes cumpliendo apenas 8 encuentros, sin marcar ningún gol. De todas maneras denotaba progresivamente una importante mejoría física.
Temporada 2016: Luego de una ardua pretemporada con varias derrotas en los partidos amistosos, los primeros encuentros oficiales correspondieron al inicio de la zona de grupos de la Svenka Cupen 2015-2016 donde el Kalmar FF compartió grupo junto a Elfsborg, Assyriska FF y IFK Vaernamo. En el primer encuentro Kalmar FF derrotó en un duro y reñido partido al IFK Vaernamo por 2-1, con un gol de Rasmus a los 86', culminando además su equipo con dos jugadores menos. En los próximos dos partidos Kalmar FF logró sendas victorias y así se clasificó para jugar los cuartos de final donde derrotó a Helsingborgs IF por penales 5-4 para luego perder en las semifinales por 3 a 2 con el poderoso Malmö FF quien finalmente sería subcampeón al perder por penales con el BK Hacken.
La Allsvenskan 2016 comenzó con un andar liviano del Kalmar FF culminando la primera mitad de temporada en mitad de tabla con Marcus Antonsson como figura estelar al concluir las primeras 15 fechas como goleador de la liga, razón por la cual el Leeds United de Inglaterra decidió adquirirlo a cambio de € 1.2 M. En esos primeros 6 meses de competencia, Rasmus apenas logró completar 3 juegos por diferentes lesiones. Luego del parate por la Eurocopa 2016 Kalmar FF retornó a las canchas con un Elm completamente recuperado siendo eje de un equipo que ya sin su goleador, pero con la vuelta de Måns Söderqvist como centrodelantero, se perfila para dar pelea y olvidarse de una vez por todas el drama del descenso. En lo que va de temporada Rasmus convirtió tal solo un gol, una hermosa definición por sobre el arquero del AIK tras pase de Ismael Silva Lima.
Se retiró a fines de 2019 y pasó a ser parte del cuerpo técnico, primero de Nanne Bergstrand y luego de Henryk Rydström.  Luego de más de 2 años, el 27 de febrero del 2022, en un partido correspondiente a la Copa de Suecia de ese año contra IF Sylvia, y por problemas en la plantilla de Kalmar FF por varios positivos de Covid-19, Rasmus formó parte del banco de suplentes. Tuvo la camiseta número 5 en la espalda y no ingresó ni un minuto.

## Selección nacional
Elm fue el capitán de la sub-19 de Suecia hasta en agosto de 2007. El 11 de febrero de 2009 Elm marcó su primer gol para el equipo nacional de Suecia en un partido amistoso contra Austria.
El 16 de octubre de 2012 Rasmus marcó, en el minuto 90+3, el 4.º gol en el histórico empate 4-4 ante Alemania en la ciudad de Berlín correspondiente a la clasificación para el Mundial 2014 luego de que su equipo comenzara perdiendo ese encuentro por 4 a 0.
El 6 de febrero de 2013 Rasmus le hizo un tremendo golazo de tiro libre a Argentina, que no sirvió de mucho ya que el conjunto argentino ya había hecho 3 goles.

### Goles internacionales -en Selección mayor deSuecia-
| #  | Fecha                    | Lugar                     | Oponente   | Gol | Resultado | Competición                       |
| -- | ------------------------ | ------------------------- | ---------- | --- | --------- | --------------------------------- |
| 1. | 11 de febrero de 2009    | UPC-Arena, Austria        | Austria    | 1–0 | 2–0       | Partido amistoso                  |
| 2. | 11 de septiembre de 2012 | Malmö New Stadium, Suecia | Kazajistán | 1–0 | 2–0       | Eliminatorias Mundial Brasil 2014 |
| 3. | 16 de octubre de 2012    | Olympiastadion, Alemania  | Alemania   | 4–4 | 4–4       | Eliminatorias Mundial Brasil 2014 |
| 4. | 6 de febrero de 2013     | Friends Arena, Suecia     | Argentina  | 2-3 | 2-3       | Partido amistoso                  |

Video en YouTube del gol a Argentina de tiro libre desde al lado de la cancha.

## Clubes
·Actualizado el 30 de enero de 2015.
| Club       | País         | Año         |
| ---------- | ------------ | ----------- |
| Kalmar FF  | Suecia       | 2005 - 2009 |
| AZ Alkmaar | Países Bajos | 2009 - 2012 |
| CSKA Moscú | Rusia        | 2012 - 2014 |
| Kalmar FF  | Suecia       | 2015 - 2020 |

## Estadísticas
Actualizado al 30 de diciembre de 2016
| Club        | Liga           | Temporada | Liga | Liga  | Copa | Copa  | Europa | Europa | Total | Total |
| Club        | Liga           | Temporada | PJ   | Goles | PJ   | Goles | PJ     | Goles  | PJ    | Goles |
| ----------- | -------------- | --------- | ---- | ----- | ---- | ----- | ------ | ------ | ----- | ----- |
| Kalmar FF   | Allsvenskan    | 2005      | 15   | 1     | 0    | 0     | —      | —      | 15    | 1     |
| Kalmar FF   | Allsvenskan    | 2006      | 16   | 1     | 0    | 0     | —      | —      | 16    | 1     |
| Kalmar FF   | Allsvenskan    | 2007      | 19   | 4     | 0    | 0     | —      | —      | 19    | 4     |
| Kalmar FF   | Allsvenskan    | 2008      | 20   | 5     | 2    | 0     | —      | —      | 22    | 5     |
| Kalmar FF   | Allsvenskan    | 2009      | 19   | 3     | 3    | 1     | 2      | 2      | 24    | 6     |
| Kalmar FF   | Allsvenskan    | Total     | 89   | 14    | 5    | 1     | 2      | 2      | 96    | 17    |
| AZ Alkmaar  | Eredivisie     | 2009-10   | 23   | 3     | 3    | 0     | 0      | 0      | 26    | 3     |
| AZ Alkmaar  | Eredivisie     | 2010-11   | 28   | 5     | 3    | 1     | 4      | 0      | 35    | 6     |
| AZ Alkmaar  | Eredivisie     | 2011–12   | 32   | 10    | 4    | 1     | 16     | 2      | 52    | 13    |
| AZ Alkmaar  | Eredivisie     | Total     | 83   | 18    | 10   | 2     | 20     | 2      | 113   | 22    |
| CSKA Moscow | Premier League | 2012–13   | 26   | 5     | 3    | 0     | 2      | 0      | 31    | 5     |
| CSKA Moscow | Premier League | 2013–14   | 21   | 0     | 4    | 0     | 4      | 0      | 29    | 0     |
| CSKA Moscow | Premier League | Total     | 47   | 5     | 7    | 0     | 6      | 0      | 60    | 5     |
| Kalmar FF   | Allsvenskan    | 2015      | 9    | 0     | 1    | 0     | 0      | 0      | 10    | 0     |
| Kalmar FF   | Allsvenskan    | 2016      | 18   | 1     | 3    | 1     | 0      | 0      | 21    | 2     |
| Kalmar FF   | Allsvenskan    | Total     | 27   | 1     | 4    | 1     | 0      | 0      | 31    | 2     |
| Carrera     |                |           | 246  | 38    | 26   | 4     | 28     | 4      | 300   | 46    |

## Distinciones individuales
| Distinción                                                               | Año     |
| ------------------------------------------------------------------------ | ------- |
| Jugador Revelación de la Eredivisie                                      | 2010    |
| Jugador Revelación de la Eredivisie                                      | 2011    |
| Jugador Revelación de la Eredivisie                                      | 2012    |
| Mejor Jugador Joven de la Eredivisie                                     | 2012    |
| Gol del Mes de la Eredivisie con su Gol Olímpico                         | 2012    |
| Dentro de la lista de 33 mejores jugadores de la Russian Premier League. | 2012–13 |
| Dentro de la lista de 33 mejores jugadores de la Russian Premier League. | 2013–14 |

## Palmarés

### Club
Kalmar FF
- Allsvenskan: 2008
- Copa de Suecia: 2007
- Supercopa de Suecia: 2009

CSKA Moscú
- Liga Premier de Rusia: 2012-13, 2013-14
- Copa de Rusia: 2012-13
- Supercopa de Rusia: 2013, 2014